# Butte des Morts
Butte des Morts es un lugar designado por el censo ubicado en el condado de Winnebago en el estado estadounidense de Wisconsin. En el censo de 2010 tenía una población de 962 habitantes y una densidad poblacional de 298,1 personas por km².

## Geografía
Butte des Morts se encuentra ubicado en las coordenadas 44°6′23″N 88°39′26″O / 44.10639, -88.65722. Según la Oficina del Censo de los Estados Unidos, Butte des Morts tiene una superficie total de 3.23 km², de la cual 3.17 km² corresponden a tierra firme y (1.69%) 0.05 km² es agua.

## Demografía
Según el censo de 2010, había 962 personas residiendo en Butte des Morts. La densidad de población era de 298,1 hab./km². De los 962 habitantes, Butte des Morts estaba compuesto por el 98.34% blancos, el 0.52% eran afroamericanos, el 0.1% eran amerindios, el 0.21% eran asiáticos, el 0% eran isleños del Pacífico, el 0.1% eran de otras razas y el 0.73% pertenecían a dos o más razas. Del total de la población el 1.04% eran hispanos o latinos de cualquier raza.